# Rózsa Ágnes
Rózsa Ágnes, leánykori nevén Halász Ágnes (Nagyvárad, 1910. december 17. – Kolozsvár, 1984. július 30.) műfordító, naplóíró.

## Élete
Halász Márton (1875–1944) ügyvéd és Áron Róza gyermekeként született. Apja Fischerről magyarosította családnevét Halászra. Középiskoláit szülővárosában végezte; ugyanott a jogakadémián szerzett diplomát (1931), majd a franciaországi Dijon egyetemén járt három évet, végül a kolozsvári magyar egyetemen nyert angol–francia–esztétika szakos diplomát 1945-ben. 1936–1941 között magántisztviselő volt Nagyváradon. 1941–1944 között tanár a nagyváradi Kecskeméti Lipót Gimnáziumban. 1944 májusában Auschwitzba deportálták; a vele és sorstársaival történteket egészen szabadulásáig magánál hordott naplójában örökítette meg. 
1945–1948 között újra tanár Nagyváradon a kereskedelmi líceumban és a Zsidó Gimnáziumban, valamint a Magyar Leánylíceumban. 1949-ben Kolozsvárra került, ahol a Magyar Leány-líceum (1949–1953), illetve az Ady Endre líceum (1953–1957) tanára. 1957-től adjunktus (akkori szóhasználattal lektor) volt a Bolyai Tudományegyetemen, az egyesítés után pedig a Babeș–Bolyai Tudományegyetem francia tanszékén, nyugdíjazásáig (1968). 1984. július 30-án Kolozsváron halt meg.

## Művei
Nyomtatásban 1932-ben jelent meg először néhány fordítása a Bárdos László és Gábor István szerkesztette "Szabad Szóban" a Die Weltbühne, a Blaues Heft és a L'Humanité című lapokból.
1957-től jelentkezett újra fordításokkal és láger-emléktöredékekkel (1967/6) a Korunk című folyóiratban s néhány pedagógiai jellegű cikkel a Tanügyi Újságban.
Jövőlesők címmel 1971-ben, Bajor Andor előszavával jelentek meg élete kockáztatásával készített feljegyzései (Kriterion kiadó, Bukarest).
A továbbiakban újra műfordítóként jelentkezett: a Gaal György gondozta Összehasonlító Irodalomtörténelmi Lapok című Téka-kötetben (1975) a kolozsvári komparatisztikai folyóiratban francia nyelven megjelent tanulmányokból fordított, majd maga válogatta, fordította és bevezette Téka-kötetben mutatta be Voltaire-nek a vallási türelmetlenség áldozatai (a kerékbe tört Calas, a máglyahalálra ítélt La Barre lovag, Lally generális és mások) védelmében írott leveleit, vitacikkeit.

## Kötetei
- Jövőlesők. Nürnbergi lágernapló. Bajor Andor előszavával (Kriterion kiadó, Bukarest, 1971.) 2. kiadás Nürnbergi napló címmel (Magvető kiadó Budapest 1978)
- Voltaire: Én, az üldözöttek Don Quijotéja. Válogatott levelek (ford., bev., jegyz. 1978 = Téka sorozat)

## Jövőlesők
Rózsa Ágnest 1944 májusában szüleivel együtt Auschwitzba deportálták, ahonnan öt hónapi szenvedés után kényszermunkára Nürnbergbe hurcolták.
Napló leveleit a nürnbergi kényszermunka idején kezdi titokban írni és egészen a felszabadulásig egy kis saját készítésű zacskóban a nyakában hordoz. Leveleit eredetileg férjéhez (Shapira Gyula) írta, akitől a fasiszták elszakították. A napló azonban szándékától függetlenül önálló művé kerekedik, hiteles tanúságaként – Anne Frank és David Rubinowicz naplóihoz hasonlóan – az embertelen barbarizmusnak és az azon is felülemelkedő emberségnek: "mindnyájan – több-kevesebb sikerrel – védekezni próbáltunk a bennünket fojtogató rémségek ellen. Ki-ki a maga módján kapaszkodott valakibe vagy valamibe: eszmébe, hitbe, amiért érdemes kibírni és túlélni a kibírhatatlant" írja 1971-ben, a kiadáshoz írott előszavában, a szerző. „Az én »módszerem« ez a kapcsolat volt a férjemmel, kinek, amikor elváltunk, megígértem: mindent, ami tőlem telik, elkövetek, hogy újból találkozhassunk.”
Bajor Andor a könyvhöz írt előszavában: Egy napló hitelessége a következőket írja: "A naplót egy asszony írta, asszonyi gyöngédséggel és aggodalommal. Ezért rejlik benne annyi együttérzés és szeretet. A naplóírótól elvehették a várost, semmisnek tekinthették műveltségét, tanári diplomáját. De a szeretettől és a női gyöngédségtől a pusztító óriás gépezet sem tudta megfosztani. Ez a romlatlan érzés teszi a naplót a kor igaz dokumentumává, a női lélek csodálatra méltó kifejezésévé, ritka vallomássá. A lefokozás, a lét megszégyenítése itt hiábavaló volt. A fasizmus egész hatalma kevésnek bizonyult arra, hogy ezt a lelket lényegétől megfossza." A Jövőlesők című könyv német fordításban 2006-ban jelent meg a testimon kiadónál „So lange ich lebe, hoffe ich” címmel, Nürnbergben.

## Emlékezete
- 1984. augusztus 3-án a kolozsvári neológ zsidó temetőben temették el.
- 2005 nyarán adakozó magánszemélyek síremléket helyeztettek a sírjára.

## Külső hivatkozások
- testimon Verlag
- Budapester Zeitung Archiválva 2022. január 19-i dátummal a Wayback Machine-ben
- Amazon
- Nürnberg online
- Spiegelonline